# NINJA GAIDEN 3

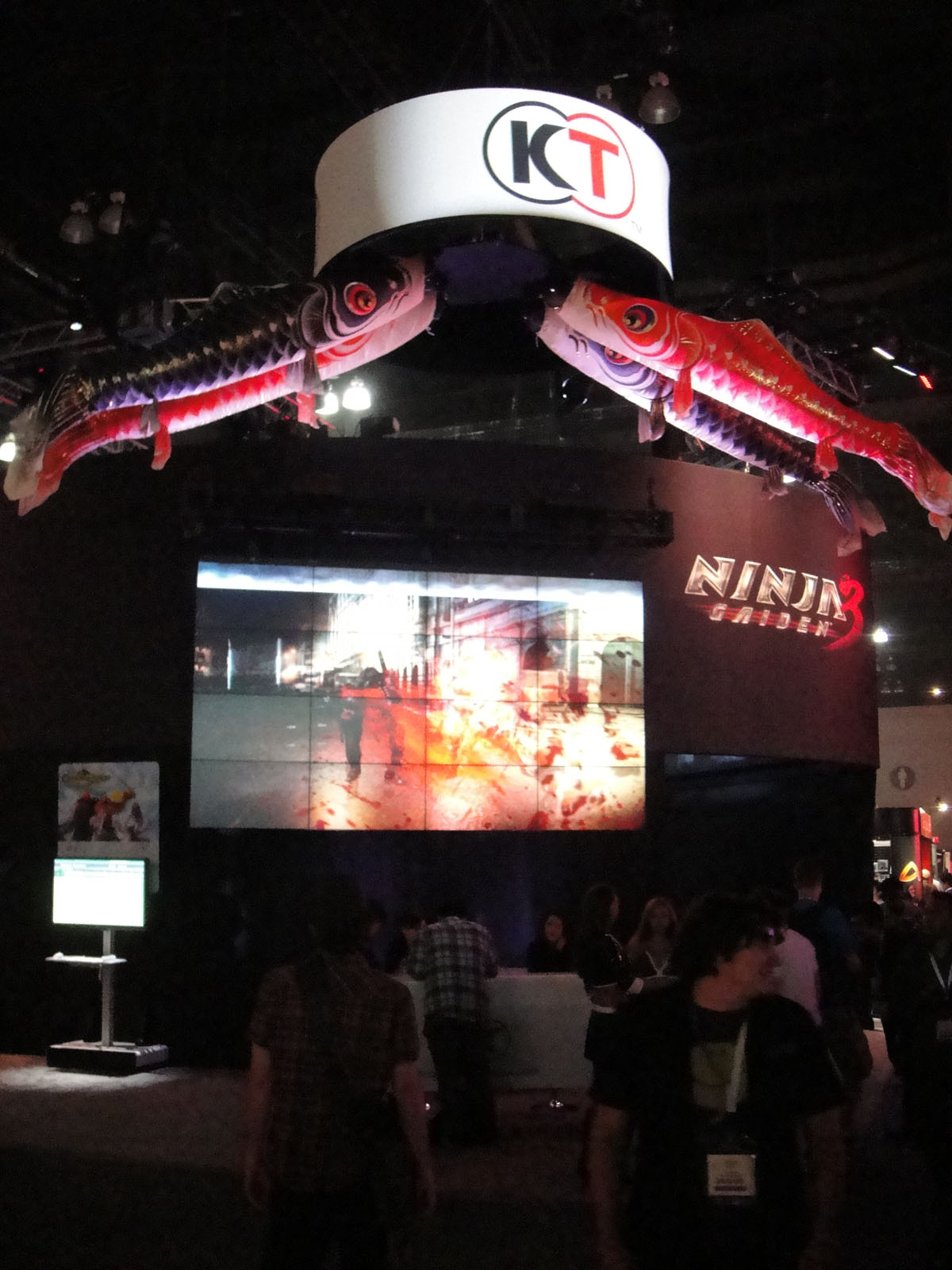
2011年のE3における、コーエーテクモゲームスのブース

『NINJA GAIDEN 3』（ニンジャガイデンスリー）は、コーエーテクモゲームスより2012年3月22日に発売されたアクションゲーム。機種はPlayStation 3とXbox 360。
本項では、バージョンアップ版『NINJA GAIDEN 3 Razor's Edge』（ニンジャガイデンスリー レーザーズエッジ）についても解説する。以下、区別が必要な場合は『NINJA GAIDEN 3』を『3』、『NINJA GAIDEN 3 Razor's Edge』を『RE』と表記する。

## 概要
『NINJA GAIDEN 2』の続編。前作までディレクター・プロデュースを担当してきた板垣伴信の退社に伴い、早矢仕洋介率いる新生Team NINJAによって開発された。これまでのNINJA GAIDENはアクションに比重を置き、ストーリーはシンプルにまとめられてきたが、今作ではシリーズの源流である『忍者龍剣伝』シリーズにも携わった加藤正人をシナリオライターに招き、科学技術が発展した現代で忍者として生き続けるリュウ・ハヤブサの活躍と苦悩を描くなど、物語にもこだわりを持って製作されている。
システムは「断骨」「介錯」と言った新たな要素が追加され、アクションゲームが苦手な人でも楽しめる「ヒーローモード」や、オンラインによる対戦・協力プレイが新たに盛り込まれている。一方で、「滅却」「絶技」など過去作のシステムの多くが廃止・改変された他、武器と忍法が1種類ずつのみに減少、技・アクションの削除、アイテムが存在しない、敵を倒してもエッセンスが出ないと言ったように前2作の多くの要素が削ぎ落とされており、アクションゲームとしては別物のように様変わりしている。

## あらすじ
ある日ロンドンで謎の集団が武装蜂起、政府高官を人質に取り「リュウ・ハヤブサを呼べ」という要求を発表する。リュウは政府高官を人質にとった組織のリーダー・仮面の導師を倒したかに見えたが、その際右腕に"殺戮の凶手"という呪いをかけられる。その呪いは、リュウに殺された人々の怨念が彼の右腕を腐らせ、ついには全身を腐らせて死に至るというものだった。さらに仮面の導師は全世界に宣戦布告。世界が終わるか、自身が死ぬのが先か。リュウは呪いを解く方法を探りつつ、仮面の導師との闘いに身を投じる。

## システム

### 戦闘関連
断骨
今作で追加された、特殊な即死攻撃。『3』ではほぼランダム発生の上にQTE要素も持つが、一度断骨が成功すると、次の一発目の強攻撃ヒット時に必ず断骨を発生できるため、断骨を繰り返して大量の敵を倒すことができる。
『RE』の断骨発生条件は「強攻撃で敵の強攻撃（赤いオーラに纏った攻撃、例えば自爆攻撃）をカウンターする」に簡略化され、最高難易度以外のモードでは敵に防がれることもない。断骨が成功すると「業鎖の刻」が即時発動するので、カルマ稼ぎの要となる。
殺戮の凶手
ストーリーモード特定のシーンでは、殺戮の凶手が発作するイベントがある。『3』はイベント演出で、移動力・視野・攻撃スピードが低下したが、全ての攻撃に即死効果がある。
『RE』は「別の空間で無数の敵と戦う」というボーナスステージ的なシステムに変更された。体力が徐々に減っていくが敵を倒すと少量回復するようになっており、断骨で倒すとさらに回復量が増える。現実に戻る時のみ発作状態の移動モーションでそのステージから脱出する。リュウ以外のキャラクターとチャプターチャレンジモードでは発生しない。

### 忍法
断骨と同様、回復アイテムが削除された今作の忍法は戦闘中の体力回復手段でもある。『RE』では新しい回復スキル「瞑想」を追加されたが、乱戦には向かない。
真・火炎龍（『RE』の技名）
文字通り巨大な火龍を召喚し、ステージ全ての敵を噛み砕く。『3』ではストーリーモード唯一の忍法。
『RE』ではスカラベ特典と最終ボス戦専用に変更された。威力は健在で、他のボス戦でも使用できるが、ボスは即死しない。気力ゲージは非常に長い。
暗極重波弾
一方向に貫通力の高い重力弾を発射する。気力ゲージは短いが直線上にしか撃てないため慣れが必要。
敵キャラクター「エピゴノス」も使用してくる。『3』ではオンラインモード唯一の忍法。
火炎龍
敵をロックして巨大火炎弾を発射する。
破魔裂風刃
真空の刃を発生させて敵を切り刻む。
覇神震山
あやね専用。自身を中心とした衝撃波で広範囲を攻撃する。
紅蓮楓
紅葉専用。多数の火の玉を一定時間身にまとう。もう一度ボタンを押すことで火の玉を発車することも可能。
裂空迅風殺
かすみ専用。掌からレーザーを発射して直線上を攻撃する

### モード
今作ではシングルプレイヤーモードのほかにもマルチプレイヤーモードがある。
Clan Battle
4対4で戦うモードで、マルチプレイヤーモードの一つ。チームの勝敗のほかにも、プレイヤー個人が「密命」を受けてそれをこなすことも可能。低確率でリュウ・ハヤブサが敵として乱入してくることもある。
Ninja Trials
様々なミッションをこなしていくモード。オンラインでの協力プレイも可能だが、一人で遊ぶことも可能。

## 登場人物
リュウ・ハヤブサ
声：堀秀行
本作の主人公。隼一族の忍者であり、「龍の一族」の末裔。
ロンドン武装蜂起事件で仮面の導師に呪いをかけられ、彼と世界と新しい友人たちの運命をかけた一週間が始まる。
寡黙だった前二作に比べると口数や感情表現が多く、忍者龍剣伝シリーズやデッド オア アライブ シリーズ寄りの性格になっている。また、NINJA GAIDENシリーズのナンバリング作品としては初めて素顔を晒すシーンがある。
名も無き忍
Ninja Trialsのプレイヤーキャラクター。技はリュウと同じだが、『3』と『RE』どちらも育成する必要がある。
『RE』では敵キャラクターと同じく瀕死になると四肢欠損となり、自爆攻撃（道連れ攻撃）を使用できる。
エピゴノス
DAY6のボス。いわゆる今作のリュウの偽物。技と外見は本物と同じだが、ボイスが加工されている。
ストーリーモードでは2回倒す必要がある。一度倒された後では禍々しい姿となり、鉤爪または大鎌に変更して襲ってくる。この姿は「リュウが殺戮の凶手に侵食され続けた姿」らしく、リュウの悪夢でも登場する他、PS3とXbox 360版『RE』ではコスチューム「リアライズドナイトメア」として使用できる。
名前はギリシア語で「後に生まれた者」。
ミヅキ
声：甲斐田裕子
リュウ編のナビゲーターの一人。イシガミの部下であり、航空自衛隊特殊防衛隊に所属する一等空士。DAY 7でもジェット機を操り空中でリュウと合流する。
フルネームは「ミヅキ・マクロウド」。
イシガミ
声：石塚運昇
防衛省渉外事務官。フルネームは「石神謙」。ロンドンでの武装蜂起以降、リュウ・ハヤブサをサポートする。
LOAと通じた上層部を避けるために物語前半では独自行動が多く、DAY6で南極に取り残されたリュウと合流。
部下であるミヅキとその姉は親友の忘れ形見であるため、気にかけている。
クリフ
声：平田広明
陸上自衛隊特殊研究班嘱託の科学者。DAY 2以降リュウが使う弓の開発者。ミヅキの義兄でもあり、ミヅキと共にリュウをサポートする傍ら、姪のカンナの面倒をみる。
行動の秘密が多いイシガミを疑っているが、実際は彼こそが事件の黒幕であり、その目的は世界を破滅させ新しく作り直すことであった。自分のことを新人類と呼び、自分の体まで改造して腕が４本ある魔神のような姿に変身した。
フルネームはクリフォード・ヒギンス。LOA会長ことアシュティアの孫である。計画に反対したセオドアを事故に見せかけて妻と一緒に殺し、セオドアを蘇生させて自身の歪んだ本性を継承したAIの付いた仮面で操り、リュウとカンナに精神攻撃を仕掛けるための捨て駒として利用しカンナを策略に嵌める。
最期は自我を取り戻した兄であるセオドアの手で止めを刺される。
カンナ
声：須藤祐実
ミヅキの姉の娘。両親の死のショックで失声症に陥り、スマートフォンのメッセージ機能で筆談する少女。
当初はリュウの殺戮の凶手に怯えていたが次第に心を開き、「パパになって欲しい」と筆談で告げるほどリュウを慕うようになる。しかしクリフの策略に嵌められ、ストーリーモード最終ボス「女神」のコアとなってしまう。
サンジ
声：小松里歌
隼の里の住人。初登場作品は『Dragon Sword』。『Σ2』本編でも登場。
忍者としての素質を秘めた少年。『Σ2』は地蜘蛛側にさらわれたが、今作は逆に里の山道で倒れたリュウを救助した。
おみつ
声：藤堂真衣
隼の里の住人。初登場作品は『Dragon Sword』。『Σ2』はプロローグ漫画『吸魔大戦』のみ登場。
かつては「狙い撃ちのおみつ」と呼ばれるほどの弓の名手であり、今作でも住人に弓術を教える他、リュウの弓を強化する（弓の絶技を使用可能になる）。
源次郎
声：佐藤正治
隼の里の長老。初登場作品は『Dragon Sword』。『Σ2』はプロローグ漫画『吸魔大戦』のみ登場。
忍者としての現役時代ではジョウと共に活躍していた。
キャプテン・ハインライン
声：佐藤正治
アメリカ軍の将校。DAY4で事件を介入し、研究所から脱出したリュウたちを拘束する。
ロバート・T・スタージョン
声：島田敏
『忍者龍剣伝II 暗黒の邪神剣』とOVAに登場したリュウの協力者。本作ではリュウ提案により、彼をミヅキと合流させたジェット機パイロットとして登場する。フルネームは服装に付けられている。
ムラマサ
声：島田敏
伝説的な鍛冶屋。ムラマサショップはシステムとして登場しないため、終盤のイベントのみ登場。『RE』でも同様。
『デッド オア アライブ4』と『デッド オア アライブ5』でも登場。
ジョウ・ハヤブサ
声：若本規夫
リュウの父。幻心との戦の後で失明したため、『Σ2』のあやね編と同じく目隠しをしている。
「殺戮の凶手」の真実と、呪いをかけられ先祖の結末をリュウに教える他、DAY8では紅葉と共に「女神」の襲撃を受けた東京に駆けつけた。
あやね
声：山崎和佳奈
霧幻天神流覇神門の若き天才くノ一。
今回もリュウのために、霧幻天神流頭首ハヤテから託された名刀「迅嵐丸（じんらんまる）」を届けるなど、 幾度となくリュウを影で支えている。
『RE』では操作可能。彼女のシナリオはアイリーンと共に各国のLOAと地蜘蛛勢力を叩くというもの。
紅葉
声：皆口裕子
隼の里のくノ一。
"殺戮の凶手"の呪いに苦しむリュウ・ハヤブサを『龍の巫女』の力を用いてサポートする。『RE』では追加キャラクター（Wii U版は発売日の無料アップデート）。ストーリー以外のモードで使用可能 。
プレイヤー版の忍法「紅蓮楓」が『1』の「鬼火の術」ような忍法に変更された（『Σ2』は火炎龍とほぼ同じ）。
かすみ
声：桑島法子
『RE』の追加キャラクター（Wii U版は12月25日の無料アップデート）。デッド オア アライブ シリーズと同じく霧幻天神流天神門のくノ一（原作は抜け忍）。紅葉とは違いストーリーモードで登場しない。本作における設定も不明。
コスチュームは『DOA5』におけるストーリーモード終盤の彼女（物語上は本物扱い）と同じだが、マントを着用しており、他のコスチュームも『DOA5』のもの。忍法は原作ストーリーデモで見られた裂空迅風殺。
武器は「霧月刀（むげつとう）」、あやねと同じく逆手持ち。射撃武器は通常の苦無だが、風車手裏剣を彷彿させる技「風車苦無」を使用できる。
アイリーン・ルゥ
声：鈴木麻里子
『忍者龍剣伝』シリーズのキャラクターであり、CIAの女性エージェント。DAY7ではCIAのシースワローとしてブラック・ノーウェル艦隊の情報をリュウたちに送った。『RE』ではあやね編のナビゲーターとしても登場。
容姿と担当声優は『デッド オア アライブ ディメンションズ』同様、『2』のソニアと同じになっている。

### 仮面の導師の勢力とLOA
仮面の導師
声：堀内賢雄
リュウの行く先に姿を現す謎の導師。リュウに匹敵する体術と、錬金術と呪いを使ってリュウを苦しめる。
その正体とはミヅキの姉の夫（つまりもう一人の義兄）で、カンナの実父であるセオドア。祖父や弟たちの計画に反対したため、彼らに事故に見せかけられて妻と一緒に殺される。黒幕に蘇生され、しかもクリフの歪んだ本性を継承したAIの付いた仮面に操られ、リュウとカンナに精神攻撃を仕掛けるための捨て駒として利用される。
クリフの思惑通りブラック・ノーウェルでリュウに殺されたと思われたが、実はまた生きており、リュウに前述の仮面を斬られた後に自我を取り戻す。沈んたブラック・ノーウェルでリュウを救出した後、カンナを助けようとするリュウのサポートをする。
最終局面ではケジメをつけるため、自分の意志でリュウに挑み、自身の敗死と引き換えに殺戮の凶手を解除した。
『RE』では彼と同じ剣法を使う新種の錬金術兵が追加された。
ラブレス
声：浅野真澄
仮面の導師の組織の運営するアビスモ研究所の所長である金髪碧眼の女性。
目的のためなら手段は選ばず、リュウ・ハヤブサを研究対象として利用したいと考えている。仮面の導師に裏切られ魔神のような姿（「女神」のプロトタイプ）にされ、両腕が切断されると、キメラ（彼女が研究した生物兵器）と同じタイプの両腕を再生する。
『RE』では彼女の全形態と同じ姿の敵が追加された。
LOA会長
声：矢田耕司
世界的コングロマリットLOA（Lords of Alchemy＝錬金術の主）の会長。リュウ・ハヤブサに立ちはだかる。かなりの高齢で常に生命維持装置の付いた椅子に座っている。白目の部分が黒く、右目の虹彩は白く濁っている。黒幕の祖父に当たる人物でもある。フルネームはアシュティア・ヒギンス。
部下や黒幕と同様、彼自身もかなりの錬金術の使い手。リュウとの決戦では錬金術で様々な兵器と彼の乗り物を組み合わせてゾイドのような機械の怪物となった。女神創生後、彼の遺体は気絶したリュウと共に海中に沈んでいった。

### 地蜘蛛一族
『3』ストーリーモードではDAY4の仮想空間とDAY5のみ登場。隼一族を敵視する忍者集団だが、幻心の死後は勢力が衰えつつある。『RE』では出番が増えた。機甲忍者（銃火器を使う地蜘蛛忍者）はリュウ編でも登場。
御婆(おばば)
声：江森浩子
DSとΣ2で登場する地蜘蛛一族の妖術師。本作では巨大化してリュウと紅葉を襲う。
幻心(げんしん)
2シリーズで戦死した地蜘蛛一族の頭首。台詞はないが、DAY 8でリュウの夢で現れ、強化した邪神剣をリュウに渡す。外見は人間に戻ったが、コスチュームは戦死時点の魔神のものに近い。
Ninja Trialsでは2シリーズの姿（人間版と魔神版も）でボスとして登場。この時のボイスは英語版からの流用である。

## 使用武器
無印『3』では刀と弓のみしか使えず、DLC導入で鉤爪と大鎌が解禁される。『RE』では全ての武器が本編で入手できる。
刀（龍剣・迅嵐丸・邪神剣）
初期武器。リュウ編DAY2以降が迅嵐丸に、DAY5以降が邪神剣に入れ替わる。『3』の場合、それぞれ使える技が「名も無き忍」（オンラインモードのプレイヤーキャラクター）特定レベルの刀と同じ、最高レベルの外見は龍剣。
龍剣は龍の一族に代々伝わる刀で本シリーズの象徴的存在だが、殺戮の凶手を掛けられた際にリュウの右手と同化してしまう。迅嵐丸はリュウの親友で霧幻天神流頭首であるハヤテの愛刀で、龍剣を失ったリュウに貸し与えられる。邪神剣は前作に登場したものと同一で、前作のエンディングで富士山に残されたが、日本に帰国した際にリュウが再び抜き取る。
邪神剣だけの専用モーション（飯綱落としが冥府落としに）が用意されており、前述通りDAY8で攻撃力が強化される。『RE』の冥府落としは専用モーションではなくなり、龍剣もレベル次第で使用でき、あるコマンドで飯綱落としと使い分けることができる。
弓
DAY2以降で使用可能。リュウ版はクリフが作成した最新式でロックオン機能を持ち、DAY3で爆発の起きる火薬の矢となり、さらに空中狙撃も使える。名も無き忍と紅葉は通常の火矢。
リュウ版はDAY8のクリフ戦の最中で破壊されて以降は使用不可になる。
鉤爪（猛禽爪）
『3』ではDLC武器。強みはダッシュ強攻撃から「飯綱落とし」ヘ派生可能。
大鎌（エクリプスサイズ）
『3』ではDLC武器。攻撃力が高く、攻撃範囲も広いので、連鎖断骨が刀と鉤爪より簡単で、盾持ちの敵でもそのまま断骨可能。
二刀（迅嵐丸・邪神剣）
『RE』復活武器、DAY5で刀が邪神剣に交代すると新武器として入手。『2』最高レベル仕様は真龍剣と邪神剣の二刀流だったが、本作では龍剣が呪いにより失われているので、左手武器は迅嵐丸に変更された。
「名も無き忍」版は「二刀」になるが、初期外見はリュウ版と変らない。「冥府落とし」も使える。
無想新月棍
『RE』復活武器。リーチと威力は健在だが、断骨できず、強攻撃で敵の強攻撃をカウンターすると別の即死攻撃となっている。
鎖鎌
『RE』復活武器。リーチが長く、四肢欠損した敵に対し、鎖で敵を引き付けから滅却（または連鎖断骨）できる。
風舞小太刀
あやね専用武器。
天龍薙刀
紅葉専用武器。
霧月刀
かすみ専用武器。

## 評価
- 米IGNの評価は10点満点中3点であり、どうしようもないクソゲーという烙印を押している[6]。
- 『メタルギア ライジング リベンジェンス』を開発している稲葉敦志は『MGR』が『NINJA GAIDEN』シリーズと比べられる意見があることも理解しているが、本作に対しては「どうしようもないクソゲー、比べてほしくない」としている[7]。

## NINJA GAIDEN 3 Razor's Edge
『3』のバージョンアップ版。上記のように酷評された無印の評価を受け、僅か8か月程度で発売された。Wii U版はWii U本体と同時発売のロンチタイトルで、海外では任天堂が販売を担当した。タイトルの「Razor's Edge」は「カミソリの刃」の意。
『2』までの要素の復活や新要素の追加など、『3』の不評点を中心に大幅な変更が加えられており、別作品とも言えるほどの変化を遂げている。

### 主な変更点
- 四肢の欠損する描写などが追加され、バイオレンス表現が『2』同様に過激なものになった。これに伴い、CEROのレーティングがCERO：D（17才以上対象）からCERO：Z（18才以上のみ対象）に引き上げられた。『3』は多くのユーザーに楽しんでもらうために表現をマイルドなものに抑えたが、ファンからはより刺激的な描写を求める声が多かったため、それに応える形をとったとのこと[9]。過激なバイオレンス表現により、ドイツではソフトウェア事前審査機構（USK）により発売禁止とされた[10]。
- あやね、紅葉、かすみがプレイアブルキャラクターになった。Wii U版は発売後の無料アップデートで使用可能。PS3・Xbox 360版は始めから収録されている。
- 敵キャラクターのAIの改善。例えば傭兵タイプは瀕死時でも自爆攻撃を仕掛けるようになった（『3』では彼らだけが自爆攻撃を使えず命乞いする）。また、NINJA TRIALで登場する旧作の敵キャラクターはストーリーモードでも登場するようになった。
- 通常は刀のみで、DLC含めて3種類しか無かった武器は6種類に増加。忍法は「破魔裂風刃」と「暗極重波弾」が復活し、技もバリエーションが増した。
- 四肢欠損と滅却システムの復活。『2』のシステムであった滅却が復活し、敵への対処法が増加した。四肢欠損した敵は断骨のキーとなる強攻撃を頻繁に繰り出すようになるため、乱戦の中回復のため断骨を待つか、滅却ですぐに倒すか等の駆け引きが生まれる。
- 育成システムは「NINJA SKILL」という形で復活。エッセンスは変わらず存在しないが、戦闘で得たカルマを用いてリュウを成長させることができる。さらに新技を追加し、飛燕など一部のリュウ旧技は初期は未修得となる。オンラインモードの育成もストーリーモードをベースにしたものに変更。
- 他にも収集要素である「黄金のスカラベ」、殲滅戦、ボスの体力表示など、『3』で削除された要素が復活している。
- これらのことからゲームの難易度は上昇しているが、『3』の「ヒーローモード」は継承されている。

## 『NINJA GAIDEN: Master Collection』について
2021年6月10日に発売されたHDリマスター版コレクション作品『NINJA GAIDEN: Master Collection』では、『NINJA GAIDEN 3 Razor's Edge』はその収録作一つである。

### 主な変更点
- オンラインプレイは非対応のため、対戦モードであるSHADOWS OF THE WORLDSとCLAN BATTLEは収録されていない。NINJA TRIALSはオフラインシングルプレイ限定。
- 全ダウンロードコンテンツコスチュームが最初から実装された。
- 機種によっては4K解像度および60FPSに対応する。
- Nintendo Switchダウンロード専売のVersion Dのみ、残虐演出はマイルド。Switchパッケージ版および他機種版では変更なし。